# Brigada «Rey Alfonso XIII» II de La Legión

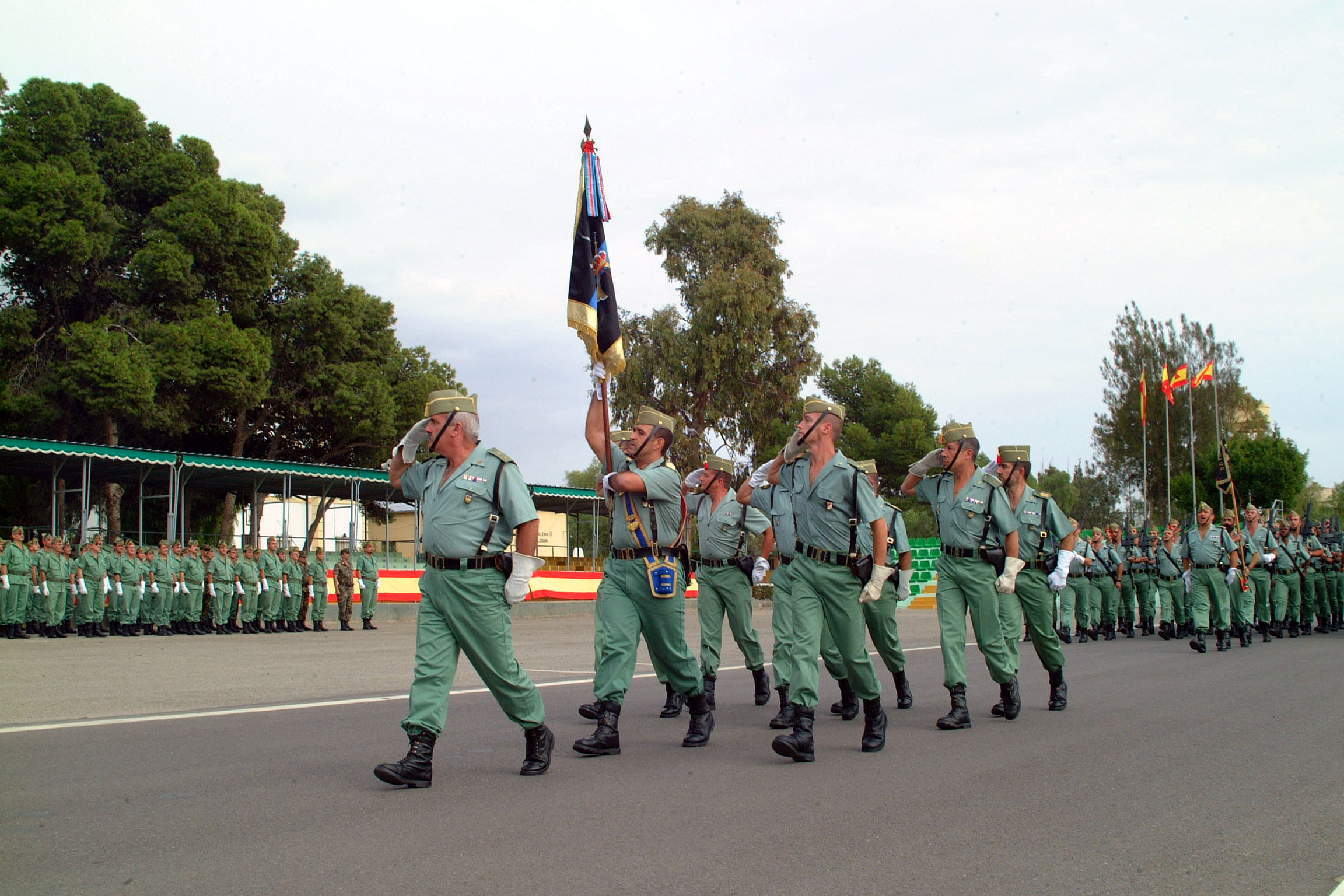
Tercio «Alejandro Farnesio» desfilando.

La Brigada «Rey Alfonso XIII» II de la Legión, hasta 2015 Brigada de Infantería Ligera «Rey Alfonso XIII» II de la Legión (BRILEG II) es una de las seis Brigadas encuadradas en la División «Castillejos», unidad perteneciente a la Fuerza Terrestre del Ejército de Tierra. La mayor parte de las unidades de la Brigada están acuarteladas en la Base Álvarez de Sotomayor en Viator, provincia de Almería, salvo el Tercio «Alejandro Farnesio» y el Grupo de Caballería de Reconocimiento «Reyes Católicos», que están encuadrados en Ronda, provincia de Málaga.

## Historial
La Brigada tiene su antecedente en el Cuartel General del Mando de La Legión, creado como sucesor de la Subinspección de la Legión, que tenía el mando operativo de los tercios peninsulares. La Brigada fue creada el 11 de agosto de 1995, la primera gran unidad legionaria, y ocupó las instalaciones de la desaparecida Brigada de Infantería Motorizada XXIII, incorporando las unidades de apoyo de la Brigada XXIII para complementar los dos Tercios que forman el núcleo de la Brigada II. El General de la Brigada conserva la responsabilidad del antiguo subinspector de velar por la conservación, perfeccionamiento del espíritu, virtudes y tradiciones del conjunto de las unidades de La Legión. En 1996 le fue otorgada a la Brigada la denominación Rey Alfonso XIII, monarca reinante cuando La Legión fue fundada. La nueva Brigada formaba parte de las Fuerzas de Acción Rápida del Ejército, que en el 2006 pasó a denominarse Mando de Fuerzas Ligeras. La reorganización de 2015 la convirtió en una Brigada Orgánica Polivalente ligera, pasando entonces a formar parte de la nueva División «Castillejos». Desde septiembre de 2020 y fruto de una nueva reorganización del Ejército de Tierra, deja de denominarse Brigada Orgánica Polivalente (BOP), término que se extingue, aunque permanece integrada en la División «Castillejos».

### Participación en operaciones internacionales

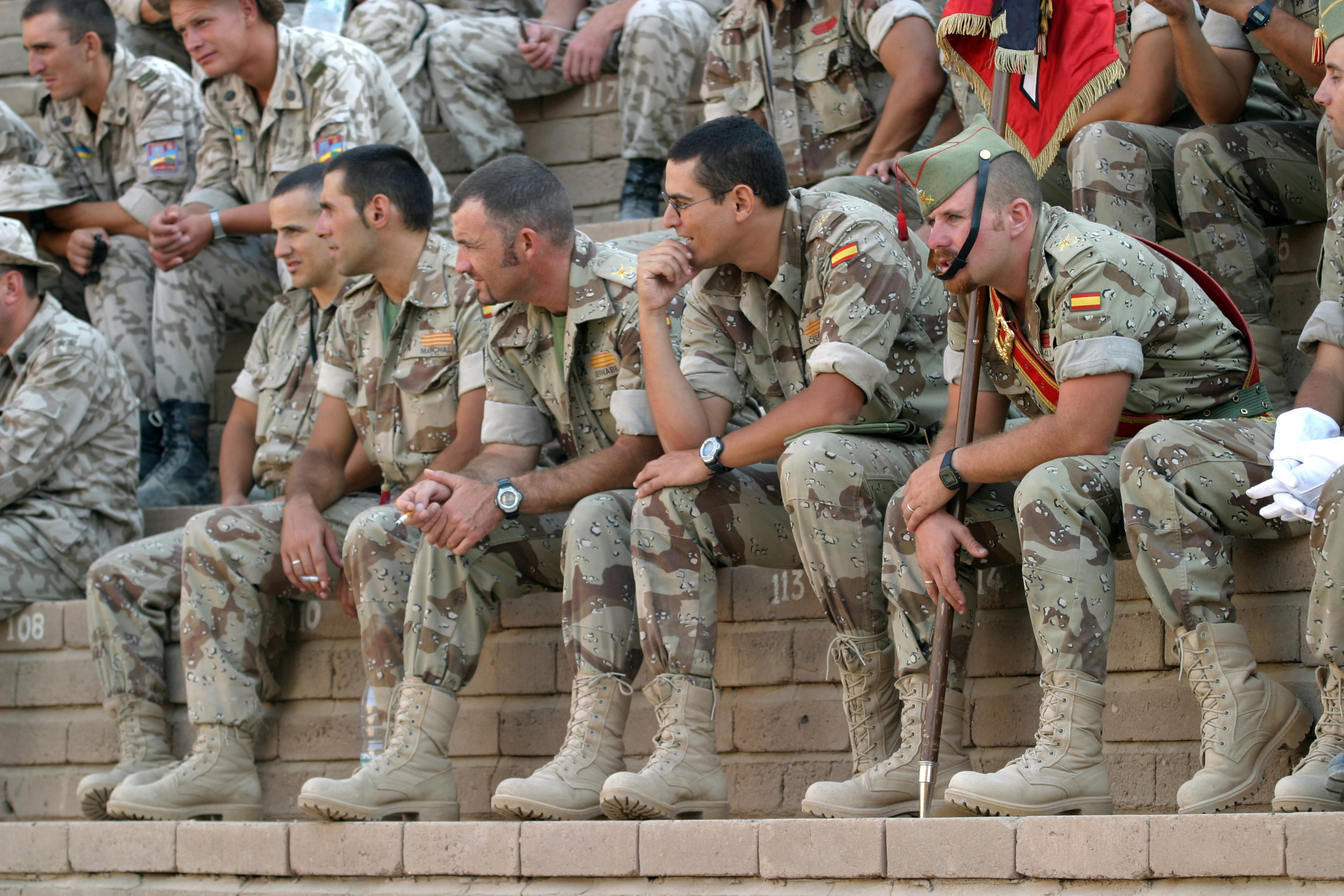
Legionarios en Irak

Estas son las operaciones internacionales en las que han participado elementos de la Brigada:
Fuerza de Protección de las Naciones Unidas (UNPROFOR) en Bosnia y Herzegovina (ONU)
- Grupo Táctico Español (SPAGT) «Málaga»: de diciembre de 1992 a abril de 1993.
- SPAGT «Canarias»: de abril de 1993 a octubre de 1993.

Fuerzas de Estabilización (SFOR) en Bosnia y Herzegovina (OTAN)
- Brigada Española (SPABRI) III: de diciembre de 1996 a abril de 1997.

Fuerza Multinacional de Protección (FMP) en Albania (OSCE)
- Grupo Táctico «Serranía de Ronda»: de marzo a julio de 1997

Fuerzas de Kosovo (KFOR) en Kosovo (OTAN)
- Batallón Español de Kosovo (KSPABAT) I: de junio de 1999 a enero de 2000.
- Grupo Táctico de Reserva (GTRES) «Colón»: de julio a noviembre de 2000.
- Grupo Táctico Español de Kosovo (KSPAGT) V: de marzo a septiembre de 2001.

Operación Cosecha Esencial (TFH) en la República de Macedonia (OTAN)
- Compañía "Austria": de agosto a septiembre de 2001.

Operación Libertad Iraquí en Irak (Coalición multinacional en Irak)
- Brigada Multinacional Plus Ultra (BMNPU) I: de agosto a diciembre de 2003.
- BMNPU II: de diciembre de 2003 a abril de 2004.
- BMNPU III: de abril a mayo de 2004.

Fuerza Internacional de Asistencia para la Seguridad (ISAF) en Afganistán (OTAN)
- Fuerza Española en Afganistán (ASPFOR) XIII: de enero a junio de 2006.
- ASPFOR XIX: de marzo a julio de 2008.
- ASPFOR XXIV: de octubre de 2009 a mayo de 2010.
- ASPFOR XXV: de marzo a julio de 2010.
- ASPFOR XXVI: de junio de 2010 a enero de 2011.
- ASPFOR XXIX: de septiembre de 2011 a abril de 2012.
- ASPFOR XXX: de enero a junio de 2012.

Operación Echo-Charlie (EUFOR) en la República Democrática del Congo (UE)
- Grupo Táctico «Valenzuela»: de julio a diciembre de 2006.[6]

Fuerza Provisional de las Naciones Unidas para el Líbano (UNIFIL) en Líbano (ONU)
- Brigada Multinacional «Libre Hidalgo» I: de octubre de 2006 a marzo de 2007.
- Brigada Multinacional «Libre Hidalgo» V: de abril a agosto de 2008.

Misión de Entrenamiento Europeo (EUTM) en Mali (Unión Europea)
- EUTM-Mali I: de abril a julio de 2013.

## Unidades

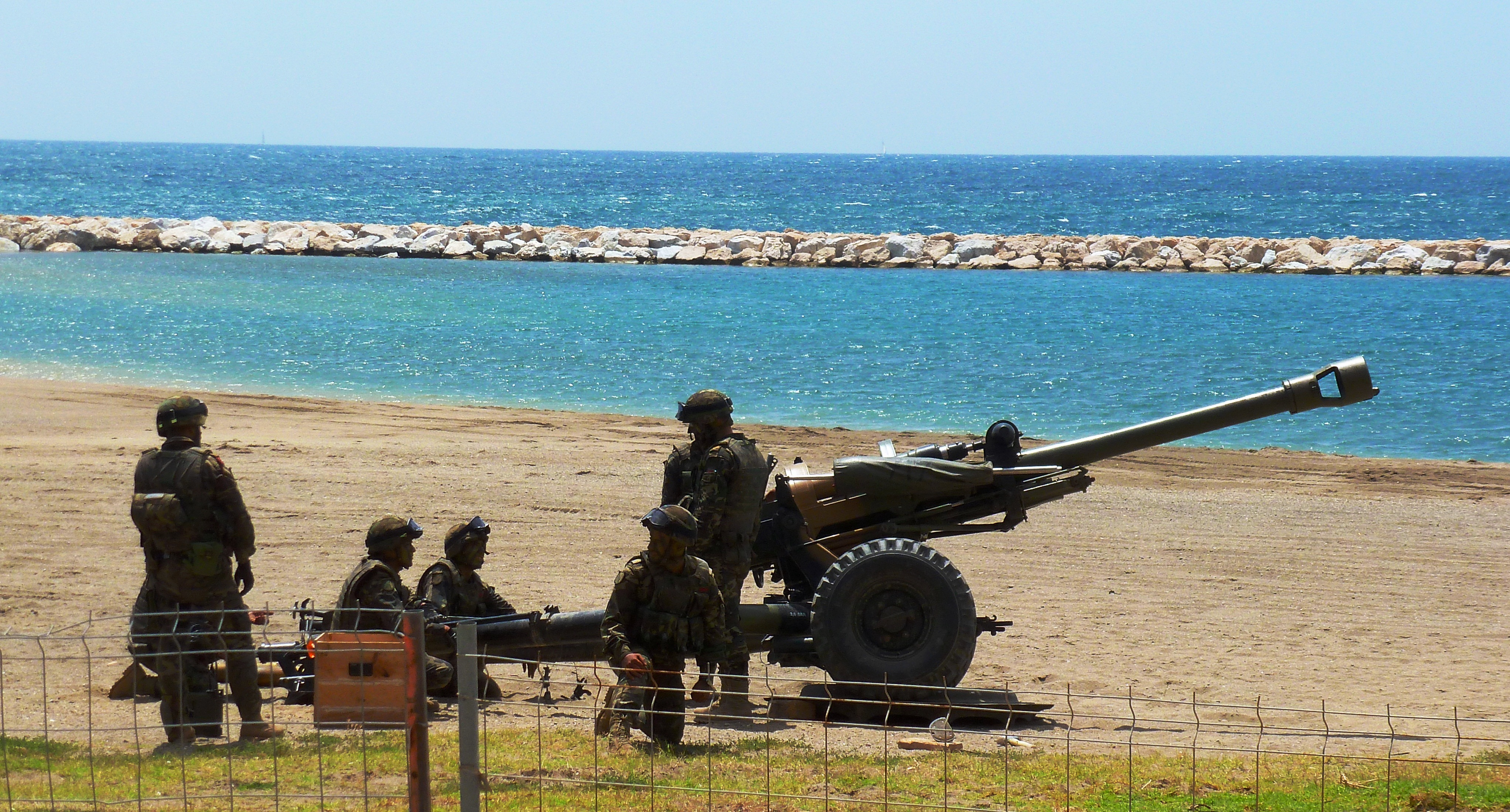
Legionarios del Grupo de Artillería disparando un Light Gun

Estas son las principales unidades de la Brigada «Rey Alfonso XIII» II de la Legión:

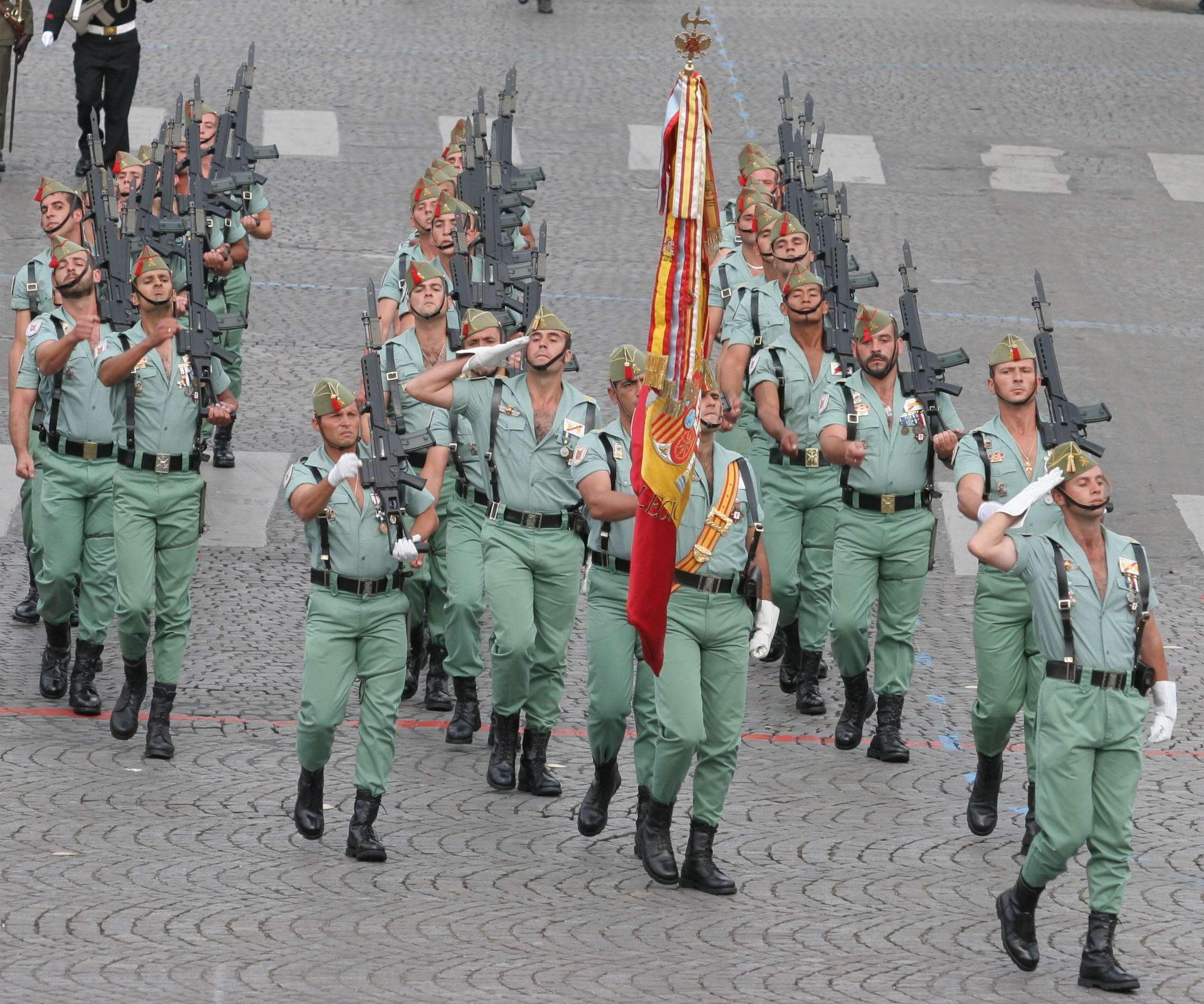
Legionarios del Tercio «Don Juan de Austria» desfilando en París

- Cuartel General
- Bandera de Cuartel General II.
  -  Compañía de Defensa Contracarro.
  -  Compañía de Transmisiones.
  -  Unidad de Inteligencia.
  -  Unidad de Música.
- Tercio «Don Juan de Austria», 3.º de la Legión.
  -  Bandera de Infantería Protegida “Valenzuela” VII/3.
  -  Bandera de Infantería Protegida “Colón” VIII/3.
- Tercio «Alejandro Farnesio», 4.º de la Legión.
  -  Bandera de Infantería Motorizada «Millán Astray» X/4.

- Grupo de Caballería Ligero Acorazado «Reyes Católicos» II de la Legión.
- Grupo de Artillería de Campaña II de la Legión.
- Bandera de Zapadores II de la Legión.
- Grupo Logístico II de la Legión.
- Unidad de Servicios de Base Álvarez de Sotomayor. Pertenece a la Dirección de Acuartelamiento de la Inspección General de Ejército.